# Col·legiata de Santa Maria de Gandia
La Col·legiata de Santa Maria, també coneguda com la Seu, és una església gòtica de Gandia, amb orígens en la reconquesta del que seria la ciutat, i sobretot a l'impuls que donaren els ducs reials i després els Borja a la seua construcció, que després de successives reconstruccions i engrandiments, però també pèrdues ocasionades per diferents conflictes, deu l'aspecte actual.
El temple se situa a la Plaça Major, la façana sud recau a la plaça dels Apòstols, de la ciutat de Gandia, la Safor, País Valencià.

## Història
A finals del segle xiv el duc Alfons el Vell inicia la construcció d'una església major. D'aquesta primera església provenen les escultures de l'Apostolat, obra Joan i Pere Llobet destinat a la decoració del frontispici de la façana de ponent. D'aquestes figures, datades del 1387, se'n conserven quatre al MNAC, són sant Pau, sant Lluc, sant Joan Evangelista i sant Mateu. Altres tres figures es guarden al Museu danés d'Art i Disseny o Kunstindustrimuseet Arxivat 2009-11-01 at Archive.is de Copenhaguen, són un sant Pere, un sant Jaume i una altra identificada amb sant Bartomeu apòstol.
L'obra es va iniciar a principi de la dècada de 1380 quan a Alfons el Vell encara no se li havia concedit el títol de duc de Gandia. Alfons el Vell va morir en 1412 i el seu fill Alfons el Jove va continuar les obres fins que va morir en 1425 que és quan van quedar interrompudes. La portada lateral gòtica de santa Maria o del Mercat, obra de Pere Balaguer, molt semblant a la portada del capítol de la catedral de València forma part d'aquesta primera part de la construcció.
A finals del segle xv i ja amb els Borja com a nous senyors, la duquessa Maria Enríquez va reprendre l'ampliació i enriquiment del temple, aconseguint d'Alexandre VI una butlla que elevava la parròquia de santa Maria en l'actual Col·legiata, fet que ocorregué el 26 d'octubre de 1499. El 7 de febrer de l'any 1500 entraven solemnement a la Col·legiata les restes dels ducs Pere Lluís i Joan Borja, dutes des de l'església de Santa Maria del Popolo de Roma. La cerimònia fou curosament preparada per la vídua dels dos germans i duquessa regent Maria Enríquez, per tal que foren soterrats a la tomba enfront de l'altar de l'església (segons l'acta notarial de Lluís Erau). Així entre 1500 i 1507 el temple quedà conclòs amb quatre trams més a la nau i la façana dels peus, la Porta dels Apòstols com a remat final de la construcció engegada pel duc Alfons el Vell i acabada per la duquessa María Enríquez.
L'estil d'aquesta porta estaria a cavall entre l'últim gòtic i un renaixement primerenc. La seua realització, o almenys el seu disseny, es podria adscriure a Pere Compte o al seu cercle, per la seua similitud formal (a pesar del seu estat) amb les portades de la Llotja de València o del Monestir de la Trinitat. L'atribució a Compte o a algú del seu cercle ve reforçada per la seua presència a Gandia el març de 1498 realitzant una visura de l'obra feta per l'obrer de vila Bernat Puig al monestir de Santa Clara, edifici que, com la col·legiata, també estava sota la protecció de la duquessa Maria Enríquez; a més que hi treballaren directament mestres del cercle de Compte, com “Pere Vilanova”, “Martí de Vallpuesta”, “Diego Mendieta” i “Miquel de Gayca”.⁶ També, “Miquel de Maganya”, que va treballar a la “Llotja de València” a les ordres de “Pere Compte”,7 el qual anys més tard tornaria a fer treballs per a la vila de “Gandia”.8 Joan Trilles (el setembre de 1490 hi ha documentat un pagament a Trilles de 40 lliures). La decoració i les escultures és obra del taller dels Forment, Pau i els seus fills Onofre i Damià. També sota el mecenatge de la duquessa es pintà el retaule dels Set Goigs obra de Paolo de San Leocadio pel que fa a la pintura, i de Damià Forment pel que fa a la talla i escultura.
Va ser l'historiador Vicent Pellicer i Rocher qui, en 1997 i publicat en 1998, va atribuir a Pere Compte la fase constructiva de la duquessa María Enríquez. Segons les investigacions de Vicent Pellicer i Rocher, "l'empremta de Compte no es fa notar només per la introducció dels nervis entorxats; també podem apreciar variacions estilístiques i de tècnica estereotòmica en els bisellats dels arcs d'entrada a les capelles laterals. Així mateix, en el tall i configuració de les dovelles d'aquests, dels quals, el salmer -la primera dovella de cada flanc- (també la segona i tercera) està configurat i emplaçat horitzontalment i no perpendicularment al centre de la circumferència de l'arc, com era l'habitual. Compte fa servir la mateixa tècnica que ja va usar en “l'arcada nova” de la catedral de València per tal de distingir-se, tant en un cas com en l'altre, de l'antiga construcció.
Una altra característica d'estil i tècnica que mouen a incloure l'església major de Gandia en el “corpus” de Pere Compte és la perfecció amb què estan construïts i aixecats els estreps -contraforts- “sustentats en l'aire”,13 per uns potents permòdols formats per una sèrie de motllures clàssiques -replicant les dels estreps de l'obra vella, al seu torn evolució dels permòdols de rotllos de l'època califal cordovesa. La seua bellesa i perfecció tècnica amb què s'adhereixen al parament exterior, fan d'ells un signe distintiu i exclusiu de la col·legiata de Gandia. Hem de fer notar que, l'estrep situat a la dreta de la porta de Santa Maria, construït a la primera fase de l'església, va haver de ser enderrocat per complet i tornat a reconstruir per Joan d'Alacant en 1572,¹⁴ seguint el model de Compte.
La variació estilística i tècnica que Pere Compte introdueix a la Col·legiata de Santa Maria de Gandia no trenca amb l'esquema general de l'alçat ni del cobriment dels primers mestres de l'obra –“Joan Franch” (autor del presbiteri i de la “porta de Santa Maria o del Mercat”), “Nicolau Esteve” i “Joan de Luna”. Pere Compte havia de seguir unes directrius en planta i en alçat de les que no se’n podia fugir, ja que no disposava de més espai físic que el projectat per a l'obra vella. És a dir, fer una coberta a l'estil de Baldomar com la de la Capella dels Reis de València haguera trencat l'homogeneïtat de l'església a més de no tindre cap sentit; i, encara menys, col·locar unes columnes entorxades també hagués trencat el ritme articulador i harmònic, creant dos espais, en lloc d'un.
Quant a la resta d'intervencions en l'església en altres camps de l'art, els baixos relleus i escultures de la porta principal, la “Porta dels Apòstols de la Col·legiata de Gandia” així com l'estructura de fusta del retaule major i la imatge en pedra de la “Verge de la Seu” van ser obra dels Forment; pare i fills, escultors afamats que amb el paper determinant del fill menut –“Damià Forment”- a poc a poc anaren abandonant els trets gòtics i acostant-se als pressupòsits renaixentistes borgonyons del flamenc “Claus Sluter” i del florentí “Donatello”. Un altre element que podríem senyalar serien les gàrgoles -probablement dissenyades per Compte- que llueixen en cadascun dels estreps de l'obra nova. De les pintures del retaule acoblat pels Forment es va encarregar el pintor de la zona italiana de Reggio, “Paolo de San Leocadio”15 -Pau de Sant Leocadi- qui va restar onze anys en Gandia.
Amb tot el que s'ha exposat, i malgrat no poder recolzar-nos en cap document que relacione directament al mestre pedrapiquer de “Girona” amb la Col·legiata de Gandia, pensem que no és cap elucubració atribuir-li l'autoria de la finalització de les obres encetades per Alfons el Vell i seguides per María Enríquez. L'empremta tècnica i estilística dels quatre últims trams així ho confirmen; també els anys en què es van construir i durant els quals no hi havia cap altre arquitecte que treballara la pedra de la manera que hem descrit. Podem afegir altres referències que reforçarien la nostra hipòtesi: el duc “Pere Lluis de Borja” va manar que s'edificara una església que suplira la vella i deficient capella del monestir de monges de Santa Clara. En 1489, el duc va morir però, així i tot, en els anys següents es va construir la nova església. Aquesta, de nau única amb volta de creueria, comptava amb un cor als peus, la volta baixa del qual era una complexa volta estrellada anervada, segons el llenguatge eixit de les investigacions dutes a terme únicament per Pere Compte. Les dates coincideixen, així com les realitzacions, a les que s'hauria d'afegir una altra volta estrellada similar sota el cor de l'església de “Sant Jeroni de Cotalba” de les mateixes característiques de la de Santa Clara. Un altre exemple més, de data incerta, però que podem situar també durant aquests mateixos anys és la volta estrellada sota el cor de l'església del “convent del Corpus Christi de Llutxent”. Per si això no fos poc, durant les investigacions sobre l'església col·legiata de Santa Maria de Gandia, va aparèixer un document en el qual la duquessa María Enríquez requereix Pere Compte la seua presència per a valorar unes obres que s'havien fet en el “convent de Santa Clara de Gandia”.¹⁶ Heus ací, per tant, un document que relaciona directament al nostre famós pedrapiquer amb la duquessa i amb Gandia i que hom creu que és la confirmació de l'actuació de Pere Compte a la capital de la Safor.
Conclusió: Segons Pellicer, tècnica, estil, espai, temps i relacions professionals es coordinen perfectament a l'hora d'adjudicar a Pere Compte l'autoria de la segona fase de la construcció de la Col·legiata de Gandia. No podia ser d'altra manera, ja que si treballaren el millor pintor -Pau de Sant Leocadi- i els millors escultors del moment -els Forment-, era lògic que l'artífex de la continuació de la fàbrica de l'església major de Gandia fora també el millor arquitecte del moment. No podia ser menys, tractant-se de l'espai sagrat que havia d'acollir les restes dels Borja i d'eternitzar el prestigi de qui ho encomanava: la duquessa Maria, en nom del seu fill -i net del papa “Alexandre VI- el petit duc “Joan II de Borja”.17
Durant el segle xvi es conclogué la segona fase del campanar (encara que la torre es va ensulsiar en acabar el segle per un terratrèmol i ha sofert diverses reformes a la llarga dels segles per aquest mateix motiu). També es construí el cor, i es feren obres de reparació i sanejament a l'església, entre les quals destaquen les fetes als contraforts vells, que s'enderrocaren i es reconstruïren. A més s'hi feren obres al cementeri i es va obrir una porta a la cinquena capella pel nord.
A inicis del segle xvii s'enllosà l'església pel mestre picapedrer Felip Pérez, i s'acabaren algunes obres com la sala de l'arxiu (situada sobre l'última capella del costat de l'Evangeli), la sala capitular i el presbiteri. Aquest últim s'enlluí amb una decoració neoclàssica i Nofre Trotonda presentà un projecte de renovació de l'interior de l'església en el mateix estil. Aquesta proposta de reforma classicista va començar a l'església amb l'enderroc de la capella de Sant Pasqual per a fer un Transagrari amb accés pels dos costats del retaule major, a càrrec de Nofre Trotonda. Va seguir amb el campanar, que es va reconstruir per estar en ruïnes des del primer cos, obra també a càrrec de Trotonda feta entre 1756 i 1766. Del projecte de Trotonda, llec del proper Monestir de Sant Jeroni de Cotalba, de renovació de 1783 només s'aconsegueix enlluir l'absis com hem dit abans, i no es continua per les dificultats tècniques a la nau i econòmiques, detenint-se la reforma. Es consultà a l'Acadèmia i es rep un nou projecte de Vicent Marzo, el seu president, el 1796, però tot i així no se segueix endavant.

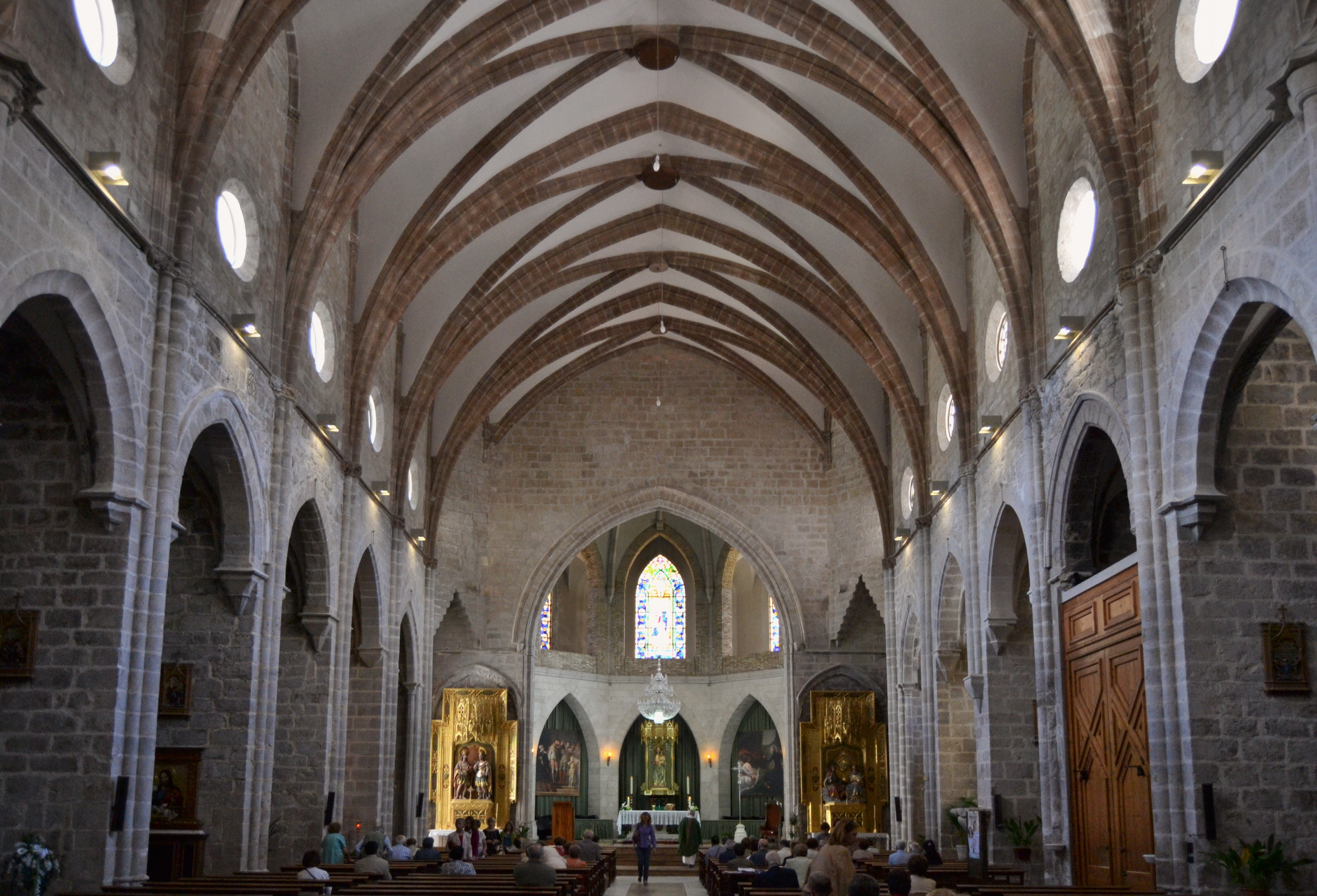
Interior de la Seu

L'any 1836 amb la desamortització va ser confiscat el patrimoni col·legial i el temple serví de parròquia, no tornaria a tindre el títol de Col·legiata fins al juny de 1911. El 6 de juny de 1931 fou declarada Monument Històric Nacional. El 2 d'agost de 1936 la col·legiata es crema i se saquejada, reduint a cendra gran part del seu patrimoni, com el retaule de Paolo de San Leocadio i Damià Forment, les estàtues de la Porta dels Apòstols o la destrucció de la capçalera.
Passada la guerra, el 1941 la Dirección General de Regiones Devastadas va escometre un projecte de Reconstrucció, eleborat per Pablo Soler i Vicente Valls. Aquest pla pretenia obrir l'església al culte i dotar-la d'un nou absis i els locals necessaris per a la parròquia. Així, el 1946 amb la capçalera a mig acabar i l'interior tancat es reobrí al culte. Més tard es construí una desmesurada capella de la Verge dels Desemparats adossada al costat esquerre de la nau i quasi de la mateixa altura i carregant sobre els vells contraforts, edifici que només s'explica dins del context de la postguerra i de fervor marià. La direcció de Belles Arts va intervindre i va paralitzar les obres, ja quasi acabades l'any 1959, i posteriorment (1968-1972) a enderrocar-la, iniciant al mateix temps una restauració del mur nord sota les directrius d'Alejandro Ferrant.
En els últims temps s'ha procedit, bé que lentament i sense continuïtat, a la seua restauració. L'any 1982 es va restaurar parcialment la capella 7 i la Porta de santa Maria. El 1993 s'encarrega un Estudi Previ i plànols generals, davant la desconeixença general sobre el temple i les seues patologies. El 1995 s'inicia una campanya de conscienciació davant l'estat de l'església. Aleshores es forma els Amics de la Seu, més tard fundació dedicada a la protecció i apreciació de l'edifici, editant el 2002 el Llibre de la Seu (La Seu de santa Maria de Gandia, Ed. Amics de la Seu, Gandia 2002). El 1999 es restauraren les cobertes. L'any 2003 es restaura la Porta dels Apòstols, col·locant-se rèpliques de les escultures originals, obra de Ricardo Rico i José Esteve Edo. Durant els anys 2008 i 2009 es procedeix a la restauració de les voltes i l'interior.

## Descripció

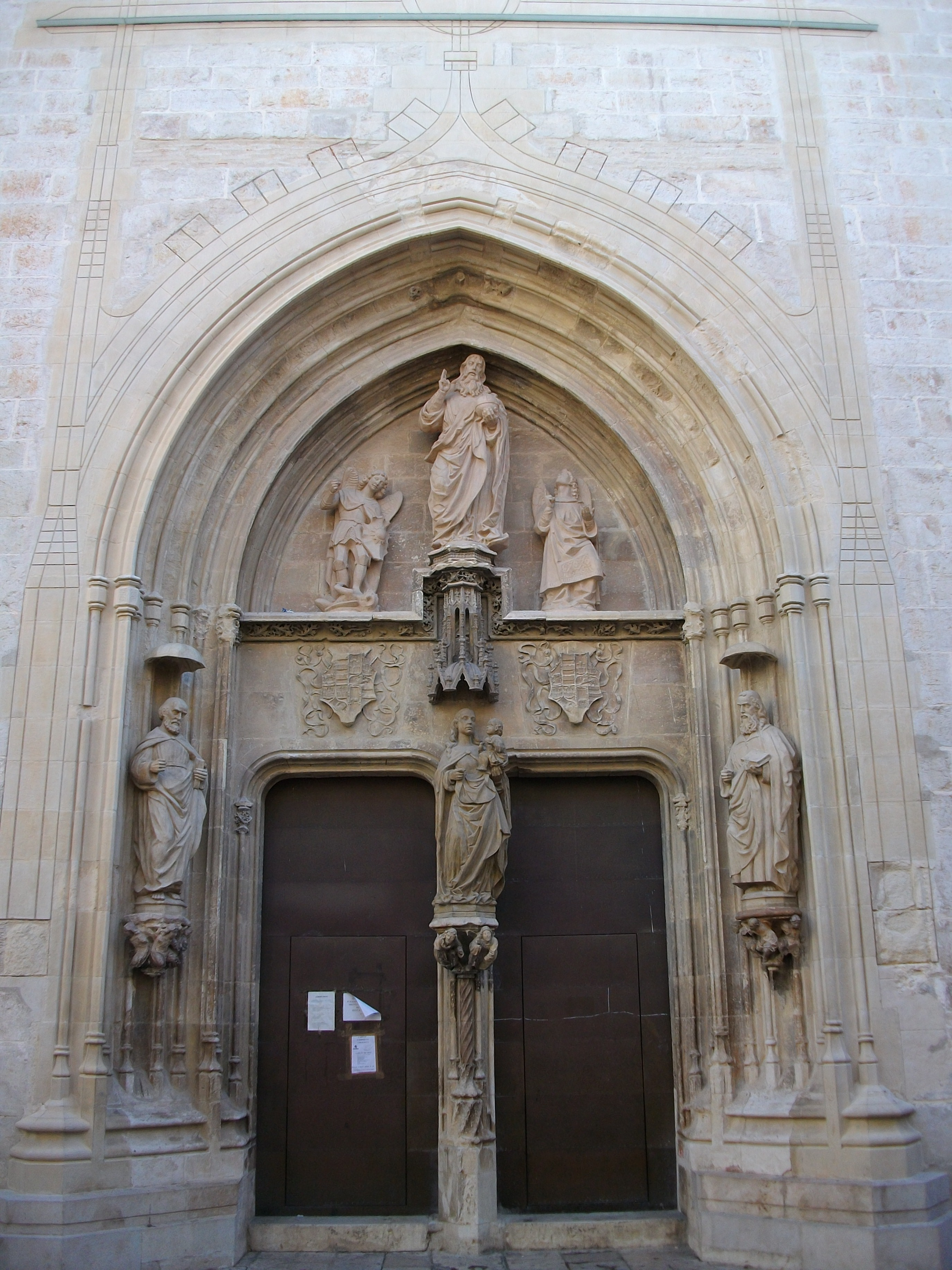
Porta dels Apòstols

La Col·legiata de Gandia és una església de gòtic català amb una sola nau de 14,50 metres de llum, amb nou trams, huit capelles laterals situades entre els contraforts, coberta amb voltes de creueria de gran pendent (fins a 20,50 m.) i sostre recolzat directament sobre la plementeria.
La capella major era de planta quadrada (possiblement una construcció anterior reaprofitada) fou enderrocada entre setembre i desembre del 1936 i només queden fotos. De grans proporcions (7x7 m.) i coberta amb voltes de creueria se situava a la capçalera després d'un arc toral obert en la paret frontal de la nau, posteriorment ha estat reconstruïda amb forma poligonal.
El recreixement exterior dels contraforts sobre la façana principal, la que recau a la plaça de l'Ajuntament, sobreïxen uns 60 cm del mur de tancament de les capelles laterals, característica que els dona una esveltesa major. Aquestos recreixements en froma de grans modillons ja es donaren en altres esglésies cistercenques i esglésies catalanes i aragoneses, però en cap cas arriben a l'important volum de Gandia. Una altra característica destacable del temple és la seua unitat constructiva, a pesar del seu llarg procés constructiu.
La Porta dels Apòstols està formada per una successió d'arcs apuntats formats per tres peces de carreus en els laterals i dovelles, amb dues portes. Degué tindre una teulada petita per a protegir-la de la pluja, com apareix en gravats i fotografies més antics. S'han col·locat unes rèpliques de les escultures substituint les desaparegudes, a uns 1,5 m del terra i que representen a una Mare de Déu amb el Nen (al mainell), els dos apòstols sant Pere i sant Pau als costats, al timpà hi ha un Déu Pare d'1,90 m. flanquejat pels arcàngels sant Miquel i sant Gabriel. Sobre el dintell de les dues portes està l'escut dels Borja-Enríquez. Dalt la portada existeix una gran rosassa de 4,20 m i decoració flamígera, i a banda i banda, dues làpides commemoratives amb lletres romanes, i no gòtiques, signe de modernitat.